# Gottlob Immanuel Kauffmann
Gottlob Immanuel Kauffmann (* 9. Januar 1831 in Waiblingen; † 8. April 1897 in Reutlingen) war ein württembergischer Oberamtmann.

## Leben und Werk
Kauffmann besuchte die Volksschule und die Lateinschule in Waiblingen sowie das Gymnasium in Stuttgart. Danach studierte er Rechtswissenschaften in Heidelberg und Tübingen. 1857 und 1858  legte er die höheren Dienstprüfungen beim Departement des Inneren in Stuttgart ab.
Er begann seine berufliche Laufbahn als Aktuariatsverweser in bei den Oberämtern Cannstatt und Esslingen. Von 1858 bis 1862 war er Assistent bei der Stadtdirektion Stuttgart, Aktuariatsverweser beim Oberamt Neckarsulm und Assistent beim Oberamt Balingen. 1862 wurde er Oberamtsaktuar beim Oberamt Rottenburg und 1873 Kollegialhilfsarbeiter bei verschiedenen Kreisregierungen. Von 1874 bis 1885 leitete er als Oberamtmann das Oberamt Geislingen und von 1885 bis 1897  das Oberamt Reutlingen. Seit 1888 führte er den Titel Regierungsrat.

## Ehrungen
- 1880 Ritterkreuz I. Klasse des Friedrichsordens
- 1889 bronzene Karl-Olga-Medaille